# 华利安
华利安（Houlihan Lokey, Inc.），或译华利安诺基，是一家总部位于美国洛杉矶世紀城的跨国独立投资银行和金融服務公司，成立于1972年，为公司、政府提供咨询服务。

## 历史
该公司原名Houlihan Lokey Howard & Zukin，于1972年由理查德· 华利安（Richard Houlihan）和洛基（O. Kit Lokey）在洛杉矶共同创立，两人均为前普华永道职工。联合创始人罗伯特·霍华德（Robert "Bob" F. Howard）于1974年加入，詹姆斯·祖金（James H. Zukin）于1976年加入。